# 王浩 (1971年)
王浩（1971年6月—），男性，汉族，中共党员。中华人民共和国政治人物。
曾任中国建设银行副行长。2022年7月，出任云南省人民政府副省长。
2024年11月，调任中国出口信用保险公司党委书记。2025年1月，不再担任云南省人民政府副省长一职。